# 2020년 1월
| 2020년: 1월 · 2월 · 3월 · 4월 · 5월 · 6월 · 7월 · 8월 · 9월 · 10월 · 11월 · 12월 |

| \| 2020년 1월 1일 (수요일) \| \| 편집 \| |  |      |
| 재해 - 인도네시아의 수도 자카르타 및 수도권 일대에 홍수가 발생하였다. 홍수로 인하여 최소 60명이 산사태, 저체온증, 익사 및 감전사 등으로 사망한 것으로 알려졌다. |  |      |
| 2020년 1월 1일 (수요일) |  | 편집 |

| 2020년 1월 1일 (수요일) |  | 편집 |

| \| 2020년 1월 2일 (목요일) \| \| 편집 \| |  |      |
| 경제와 비즈니스 - 영중 관계: 홍콩 시위와 관련한 영국과의 정치적 갈등으로, 중화인민공화국 당국이 상하이 증권거래소와 영국 런던 증권거래소 간의 교차 상장을 일시 중단하였다. 사고 - 중화민국 공군 소속의 UH-60 블랙 호크 헬리콥터 한 대가 신베이시 우라이 지역 산지에 추락, 탑승자 13명 중 선이밍(沈一鳴) 참모총장을 비롯한 8명이 숨진 것으로 알려졌다. |  |      |
| 2020년 1월 2일 (목요일) |  | 편집 |

| 2020년 1월 2일 (목요일) |  | 편집 |

| \| 2020년 1월 3일 (금요일) \| \| 편집 \| |  |      |
| 군사 - 2020년 바그다드 국제공항 공습: 미군의 공습으로 이란의 가셈 솔레이마니 쿠드스군 사령관이 숨진 것으로 알려졌다. 이와 함께 솔레이마니의 영접을 위해 바그다드 공항에 나왔던 이라크 민병대의 아부 마흐디 알무한디스 부사령관 및 대원 등도 사망한 것으로 알려졌다. |  |      |
| 2020년 1월 3일 (금요일) |  | 편집 |

| 2020년 1월 3일 (금요일) |  | 편집 |

| \| 2020년 1월 4일 (토요일) \| \| 편집 \| |  |      |
| 정치와 선거 - 볼리비아 최고선거재판소는 오는 2020년 5월 3일(일요일)에 대선 및 총선을 치를 것이라고 밝혔다. 볼리비아는 지난 2019년 11월 10일 에보 모랄레스 대통령의 사임 이후 임시 정부 체제로 운영 중이다. 재해 - 2019–2020년 오스트레일리아 밀림 산불: 스콧 모리슨 오스트레일리아 총리가 산불 화재 진압과 관련하여 예비군 3,000명에 대한 동원령을 내렸다. 오스트레일리아에서는 지난 2019년 9월 말부터 계속되고 있는 산불로 인하여 지금까지 23명이 숨졌다. - 2020년 춘천 산불: 강원도 춘천시 신북읍 발산리 일대의 야산에서 산불이 발생, 7ha의 임야를 전소시키고 화재를 진압할 때 하루 가까이 걸렸다. |  |      |
| 2020년 1월 4일 (토요일) |  | 편집 |

| 2020년 1월 4일 (토요일) |  | 편집 |

| \| 2020년 1월 5일 (일요일) \| \| 편집 \|                                                                                  |  |      |
| 문화와 예술 - 제77회 골든 글로브상: 미국 로스앤젤레스 베벌리힐스 베벌리힐튼호텔에서 2020년 골든 글로브상 시상식이 열렸다. |  |      |
| 2020년 1월 5일 (일요일)                                                                                                   |  | 편집 |

| 2020년 1월 5일 (일요일) |  | 편집 |

| \| 2020년 1월 6일 (월요일) \| \| 편집 \| |  |      |
| 문화와 예술 - 엠넷의 서바이벌 프로그램 투표 조작 사건: 조작 논란과 관련하여 그룹 X1(엑스원)이 해체하는 것으로 알려졌다. X1은 엠넷의 오디션 프로그램인 PRODUCE 101 시리즈의 2019년 오디션인 PRODUCE X 101을 통해 구성원이 선발된 음악 그룹이다. |  |      |
| 2020년 1월 6일 (월요일) |  | 편집 |

| 2020년 1월 6일 (월요일) |  | 편집 |

| \| 2020년 1월 7일 (화요일) \| \| 편집 \| |  |      |
| 법과 범죄 - 일본 도쿄지방법원은 지난 2019년 12월 31일 레바논으로 도주한 카를로스 곤 전 르노닛산 회장이 납부한 보석금 15억엔(약 160억원)에 대하여 몰수를 결정하였다. 2018년 11월 횡령 및 배임혐의 등으로 구속되었던 곤 전 회장은 10억엔의 보석금으로 2019년 3월 풀려났으나, 이후 한 달여 만에 재구속되고 추가로 5억엔을 내고 4월에 풀려난 바 있다. 사회 - 이란 남동부의 케르만주에서 열린 가셈 솔레이마니 쿠드스군 사령관의 장례식에 군중이 몰려 최소 32명이 압사하고, 190여 명이 부상을 입은 것으로 알려졌다. 솔레이마니는 지난 1월 3일, 미군의 바그다드 국제공항 공습으로 숨졌다. |  |      |
| 2020년 1월 7일 (화요일) |  | 편집 |

| 2020년 1월 7일 (화요일) |  | 편집 |

| \| 2020년 1월 8일 (수요일) \| \| 편집 \| |  |      |
| 군사 - 이란이 이라크에 주둔 중인 미국의 알 아사드 공군기지, 아르빌 기지 등에 최소 15발의 탄도 미사일을 발사해 공격을 가한 것으로 알려졌다. 이란 측은 지난 3일 가셈 솔레이마니 사령관을 숨지게한 바그다드 국제공항 공습의 보복임을 밝혔다. 이후 전 세계 항공사들은 이란의 수도인 테헤란행 항공편을 취소하거나, 이라크와 이란 상공을 피하도록하는 등의 조치를 취한 것으로 알려졌다. - 미국 도널드 트럼프 대통령은 백악관에서 담화를 갖고, 이란의 공격과 관련하여 공격 대신 새로운 경제 제재를 가할 것이라고 밝혔다. 사고 - 이란의 테헤란 이맘 호메이니 국제공항에서 우크라이나 국제항공 여객기가 이륙 직후 추락하는 사고가 발생, 탑승객 176명이 숨졌다. 사회 - 영국 왕실의 해리 왕자와 부인 메건 마클은 왕실로부터 재정적으로 독립할 것이라고 밝혔다. 해리 왕자는 재정적 독립과 별개로 엘리자베스 2세 여왕에 대하여 계속적으로 지지한다고 덧붙였다. |  |      |
| 2020년 1월 8일 (수요일) |  | 편집 |

| 2020년 1월 8일 (수요일) |  | 편집 |

| \| 2020년 1월 9일 (목요일) \| \| 편집 \| |  |      |
| 정치와 선거 - 영국의 하원 의회에서 EU탈퇴협정법안이 통과되었다. 해당 법안은 찬성 330표, 반대 231표 가결되었으며, 이후 상원 표결과 여왕의 승인을 거쳐 최종적으로 발효된다. 사고 - 멕시코 동남쪽에 있는 포포카테페틀산 화산이 폭발하였다. |  |      |
| 2020년 1월 9일 (목요일) |  | 편집 |

| 2020년 1월 9일 (목요일) |  | 편집 |

| \| 2020년 1월 10일 (금요일) \| \| 편집 \| |  |      |
| 경제와 비즈니스 - 반도건설이 한진칼 지분 보유 목적으로 경영 참여로 바꾼다고 공시하고, 경영에 참여할 것이라고 밝혔다. 한진칼은 한진그룹의 지주회사로 남매간인 대한항공의 조원태 사장과 조현아 전 부사장이 경영권 분쟁을 겪는 중이다. 국제 관계 - 미국이 이란에 대한 추가 경제 제재를 단행하였다. 지난 1월 8일 발표된 도널드 트럼프 대통령의 담화 이후 이틀만에 이루어진 조치이다. 대상으로는 알리 샴커니(Ali Shamkhani)이란 최고국가안보회의 사무총장을 비롯한 8명의 고위급 인사 및 모바라케 철강(중동 최대의 철강사)을 비롯한 13개 강철 제조사 및 알루미늄, 구리 제조업체를 포함 모두 17개 금속 생산업체 및 광산 기업 등이 포함되었다. 또한 거래 관계사 등도 제재 대상에 오른 것으로 알려졌다. 스포츠 - 2024년 동계 청소년 올림픽: 2024년 개최지로 대한민국 강원도가 선정되었다. 정치와 선거 - 몰타의 조지프 무스카트 총리가 자진 사임하고, 노동당 당수직에서 물러났다. 조지프 총리는 지난 2017년 10월 16일 발생한 탐사기자 다프네 카루아나 갈리지아 피살 사건이 정치 암살 의혹으로 번지면서 정국 위기가 계속되자, 지난 2018년 12월 1일 자진 사임을 시사한 바 있다. 차기 노동당 당수가 결정되면 조지프 총리의 잔여 임기동안 총리직을 수행하게 된다. - 오만의 술탄 카부스 빈 사이드 알사이드이 숨졌다. |  |      |
| 2020년 1월 10일 (금요일) |  | 편집 |

| 2020년 1월 10일 (금요일) |  | 편집 |

| \| 2020년 1월 11일 (토요일) \| \| 편집 \| |  |      |
| 사고 - 우크라이나 국제항공 752편 추락 사고: 지난 1월 8일 추락 사고와 관련하여 이란 군 당국은 표적 오인에 따른 격추였다며, 재발 방지 및 책임자 처벌을 할 것이라고 밝혔다. 정치와 선거 - 2020년 중화민국 총통 선거, 2020년 중화민국 입법위원 선거: 중화민국에서 차기 총통을 선출하기 위한 선거와 입법위원 선거가 실시되었다. - 민주진보당에서는 2016년 선거에서 당선된 차이잉원 현 총통이 출마하고, 국민당에서는 한궈위, 친민당에서는 쑹추위가 각각 출마하였다. - 선거 결과 차이잉원 현 총통이 약 57%의 득표율로 재선하였다. - 전날인 1월 10일 숨진 술탄 카부스 빈 사이드 알사이드의 뒤를 이어 문화유적부 장관 하이탐 빈 타리크 알사이드가 오만의 새 술탄이 되었다. 사회 - 대한민국의 아나운서 임택근이 숨졌다. 임 아나운서는 1969년 대한민국에서는 처음으로 진행자의 이름이 들어간 프로그램인 '임택근 모닝쇼'를 진행하기도 하였다. |  |      |
| 2020년 1월 11일 (토요일) |  | 편집 |

| 2020년 1월 11일 (토요일) |  | 편집 |

| \| 2020년 1월 12일 (일요일) \| \| 편집 \| |  |      |
| 사건 - 성인사이트 방문 사실을 공개하겠다는 내용을 담은 악성코드 이메일이 급증하고 대량 유포되고 있는 것으로 확인되었다. 사고 - 2020년 탈 화산 분화: 필리핀 마닐라 인근의 탈 화산이 분화해 주민과 관광객 6천여명이 대피하였다. 그 영향으로 마닐라 국제공항의 항공기 운항이 전면 운행중단이 되었다. 정치와 선거 - 몰타의 집권 정당인 노동당 당수 보궐 선거에서 초선인 로버트 아벨라(Robert Abela)가 선출되었다. 아벨라 의원은 오는 1월 13일부터 2022년 9월까지 조지프 무스카트 전 총리의 잔여 임기동안 총리직을 수행하게 된다. 조지프 전 총리는 정국 위기와 관련하여 1월 10일 총리직과 당수 자리에서 물러났다. |  |      |
| 2020년 1월 12일 (일요일) |  | 편집 |

| 2020년 1월 12일 (일요일) |  | 편집 |

| \| 2020년 1월 13일 (월요일) \| \| 편집 \| |  |      |
| 경제와 비즈니스 - 마이크로소프트에서 윈도우 7, 윈도우 서버 2008, 윈도우 서버 2008 R2, 인터넷 익스플로러 9, 11의 모든 지원을 종료했다. 과학과 기술 - 시카고 대학교 연구진이 머치슨 운석(Murchison meteorite)이 약 70억년 전의 우주먼지를 담은, 지구에서 가장 오래된 운석이라는 연구 결과를 발표하였다. 머치슨 운석은 지난 1969년 9월 오스트레일리아 빅토리아주 머치슨에 떨어진 운석이다. 사고 - 중화인민공화국 칭하이성의 성도인 시닝시의 창청(長城) 병원 앞 도로가 꺼지는 땅꺼짐(싱크홀) 사고가 발생하였다. 이로 인하여 최소 6명이 숨지고, 16명이 부상을 입었으며 4명이 실종된 것으로 알려졌다. 정치와 선거 - 대한민국의 국무총리: 대한민국 국회 본회의에서 정세균 총리 후보자에 대한 임명동의안이 통과 되었다. 의원 278명이 참석한 가운데, 찬성 165표, 반대 109표, 기권 1표, 무효 4표의 결과로 가결되었다. |  |      |
| 2020년 1월 13일 (월요일) |  | 편집 |

| 2020년 1월 13일 (월요일) |  | 편집 |

| \| 2020년 1월 14일 (화요일) \| \| 편집 \| |  |      |
| 스포츠 - 휴스턴 애스트로스 사인 훔치기 파문 - 메이저 리그 베이스볼(MLB) 커미셔너 사무국의 관련 보고서 발표 직후, 휴스턴 애스트로스는 파문과 관련하여 제프 르나우(Jeff Luhnow) 단장과 A. J. 힌치(A. J. Hinch) 감독을 경질하였다. 정치와 선거 - 대한민국의 국무총리: 문재인 대통령이 정세균 신임 국무총리에 대한 임명을 재가하였다. 이에 따라 이낙연 전 국무총리의 뒤를 이어, 정세균 국무총리의 임기가 시작되었다. |  |      |
| 2020년 1월 14일 (화요일) |  | 편집 |

| 2020년 1월 14일 (화요일) |  | 편집 |

| \| 2020년 1월 15일 (수요일) \| \| 편집 \| |  |      |
| 정치와 선거 - 러시아에서 블라디미르 푸틴 대통령의 개헌 발의 이후, 드미트리 메드베데프 총리가 사임의사를 밝혔다. - 그리스의 키리아코스 미초타키스 총리가 최고행정법원장 겸 국가협의회 의장인 카테리나 사켈라로풀루(Katerina Sakellaropoulou)를 차기 대통령에 지명하였다. 선출시 그리스 최초의 여성 대통령이 된다. |  |      |
| 2020년 1월 15일 (수요일) |  | 편집 |

| 2020년 1월 15일 (수요일) |  | 편집 |

| \| 2020년 1월 16일 (목요일) \| \| 편집 \| |  |      |
| 보건 - 2019년 중국 우한 폐렴: 관련 폐렴 환자가 일본에서도 확인되었다. 스포츠 - 휴스턴 애스트로스 사인 훔치기 파문 - 뉴욕 메츠의 카를로스 벨트란 감독이 사퇴하였다. 벨트란 감독(2017년 당시 휴스턴 애스트로스 선수)이 해당 파문에 연루된 것으로 알려졌으며, 지난 2019년 11월 뉴욕 메츠 감독에 선임된 이후, 한 경기도 치르지 못하고 사퇴하게 되었다. - 보스턴 레드삭스의 알렉스 코라 감독(2017년 당시 휴스턴 애스트로스 벤치 코치)이 파문과 관련하여 사퇴하였다. 정치와 선거 - 러시아 신임 총리에 전 연방 국세청장 미하일 미슈스틴(Mikhail Mishustin)이 임명되었다. 미슈스틴 신임 총리 임명 동의안은 국가두마(하원)에서 찬성 383표, 기권 41표로 가결되었다. - 도널드 트럼프 미국 대통령 탄핵 심판을 위한 미 상원의 절차가 공식적으로 시작되었다. |  |      |
| 2020년 1월 16일 (목요일) |  | 편집 |

| 2020년 1월 16일 (목요일) |  | 편집 |

| \| 2020년 1월 17일 (금요일) \| \| 편집 \| |  |      |
| 경제와 비즈니스 - 한국은행 기준금리: 한국은행이 금융통화위원회 회의를 갖고, 현행 1.25%인 기준 금리를 유지하기로 결정하였다. 현 금리는 지난 2019년 10월 16일 인하된 역대 최저 수준이다. 지난해 11월 29일 회의에 이어 동결로 결정되었다. 국제 관계 - 전날인 1월 16일, 2020년 들어 처음으로 미국 해군 함정이 타이완 해협(대만 해협)을 통과한 것으로 알려졌다. 타이완 해협은 중화민국과 중화인민공화국 사이의 해협으로, 미 해군 함정은 '항행의 자유'를 들어 지난 2019년에는 다섯 차례(5월, 7월, 8월, 9월, 11월)에 걸쳐 해당 해협을 통과한 바 있다. 문화와 예술 - 1997년 2월 이탈리아 북부 피아첸차의 한 미술관에서 도난되었던 구스타프 클림트의 1917년작 그림 '여인의 초상'이 23년 만에 발견되었다. 지난 2019년 12월 정원사가 미술관 외벽 건물을 덮은 덩굴을 치우다가 작은 금속문을 발견했는데, 그 안에 있던 쓰레기 봉투에 그림이 담겨져 있었다. 발견 당시 위작으로 여겨졌으나, 정밀 감정을 통해 진품으로 확인되었다. - 미국의 엔터테인먼트 기업 월트 디즈니 컴퍼니가 지난해 인수한 20세기 폭스 스튜디오, 폭스 서치라이트 픽처스에서 '폭스'를 떼어내고, 각각 20세기 스튜디오, 서치라이트 픽처스로 사명을 고치기로 하였다. 법과 범죄 - 일본국 헌법: 일본 오사카 지방 재판소는 헤이트 스피치를 하는 개인 또는 단체 이름을 공표하는 내용의 지자체 조례에 대하여 헌법 21조에 어긋나지 않는다며 합헌 결정하고, 이를 위헌이라고 주장한 주민소송 청구를 기각하였다. 오사카시는 2016년 7월 관련 조례를 전국에서 처음으로 실시한 바 있으며, 원고는 이같은 조례가 위헌이며 해당 조례에 사용된 약 115만 엔의 공금을 반환하라며, 당시 시장이었던 오사카부 지사 요시무라 히로후미(吉村洋文)를 상대로 소송을 제기했었다. 사회 - 영국 에드워드 8세 시절의 액면가 1파운드짜리 금화가 익명의 영국 동전 수집가에게 100만 파운드에 팔렸다. 미국의 한 개인 수집가가 2014년 51만 6천 파운드에 구매해 소장하고 있던 금화이다. 당시 조폐국이 만든 시제품 6세트 중 4세트는 박물관 등의 기관, 나머지 2세트는 개인이 소장하고 있는 것으로 알려졌다. 이 금화는 1937년 1월에 유통 예정이었으나, 에드워드 8세가 1936년 12월 퇴위하면서 실제 유통되지 않았다. |  |      |
| 2020년 1월 17일 (금요일) |  | 편집 |

| 2020년 1월 17일 (금요일) |  | 편집 |

| \| 2020년 1월 18일 (토요일) \| \| 편집 \| |  |      |
|                                           |  |      |
| 2020년 1월 18일 (토요일)                  |  | 편집 |

| 2020년 1월 18일 (토요일) |  | 편집 |

| \| 2020년 1월 19일 (일요일) \| \| 편집 \|                       |  |      |
| 경제와 비즈니스 - 롯데그룹의 창립자인 신격호 명예회장이 숨졌다. |  |      |
| 2020년 1월 19일 (일요일)                                        |  | 편집 |

| 2020년 1월 19일 (일요일) |  | 편집 |

| \| 2020년 1월 20일 (월요일) \| \| 편집 \| |  |      |
| 경제와 비즈니스 - 중화인민공화국 국가발전개혁위원회는 향후 2025년까지 일회용 플라스틱 포장재 사용을 감축할 것이라고 발표하였다. 위원회는 올해 말까지 화학적 분해가 불가능한 비닐봉투를 주요 도시의 슈퍼마켓이나 쇼핑몰에서 사용을 금지하는 등의 관련 계획도 발표하였다. 문화와 예술 - 중화인민공화국의 세계유산 중 하나인 자금성 안에서 자동차를 세워둔 채로 찍은 인증 사진이 소셜 네트워크 서비스(SNS)에 공개되며 논란이 되었다. 사진을 찍어올린 여성은 훙싼다이(紅三代, 혁명 원로 2세대 훙얼다이의 자녀, 사위, 며느리 등)로 알려졌다. 법과 범죄 - 대한민국 대법원: 대법원은 김명수 대법원장이 오는 3월 4일 퇴임하는 조희대 대법관의 후임자에 노태악 서울지검 부장판사를 최종 후보자로 선출, 문재인 대통령에 임명을 제청했다고 밝혔다. 보건 - 코로나19 범유행 - 대한민국에 첫 확진자가 발생하였다. 방역 당국은 입국검역 과정에서 중화인민공화국 우한에서 입국한 중화인민공화국 국적의 35세 여성이 확진되었다고 밝혔다. |  |      |
| 2020년 1월 20일 (월요일) |  | 편집 |

| 2020년 1월 20일 (월요일) |  | 편집 |

| \| 2020년 1월 21일 (화요일) \| \| 편집 \| |  |      |
| 경제와 비즈니스 - 항공기 제조사인 미국 보잉사가 보잉 737 맥스(Boeing 737 MAX)의 생산을 중단할 것으로 알려졌다. 해당 기종은 2018년 10월 29일과 2019년 3월 10일 발생한 추락 사고와 관련, 2019년 3월부터 전 세계에 운항 중단 조치가 내려졌다. 문화와 예술 - 대한민국의 희극 배우 남보원이 숨졌다. - 영국의 록 가수인 오지 오스본이 파킨슨병으로 투병 중임을 밝혔다. 보건 - 2019-2020년 신종 코로나바이러스 유행: 해당 바이러스 유행과 관련하여 조선민주주의인민공화국이 중국인 등 외국인 관광객 입국을 금지한 것으로 알려졌다. |  |      |
| 2020년 1월 21일 (화요일) |  | 편집 |

| 2020년 1월 21일 (화요일) |  | 편집 |

| \| 2020년 1월 22일 (수요일) \| \| 편집 \| |  |      |
| 법과 범죄 - 대한민국 방송통신위원회가 구글에 8억6,700만원의 과징금을 부과하였다. 위원회는 전체회의를 열고, 유튜브 프리미엄 중도 해지 제한 및 이용 요금과 철회권 등 중요한 사항에 대한 고지 위반 등으로 과징금 부과를 결정했다고 밝혔다. 보건 - 2019-2020년 신종 코로나바이러스 유행: - 세계보건기구(WHO)는 비상사태 선포 여부를 23일 결정할 것이라고 밝혔다. - 중화인민공화국의 바이러스 확진자가 500명, 사망 17명으로 집계되었다. 스포츠 - 미국야구기자협회 선정 2020년 미국 야구 명예의 전당 헌액자로 다음 두 선수가 선정되었다. 두 선수는 2019년 12월 9일, 명예의 전당 원로위원회 투표로 선정된 테드 시먼스(Ted Simmons, 세인트루이스 카디널스 포수), 메이저리그 선수 노조(MLBPA) 초대 위원장인 마빈 밀러(Marvin Miller)와 함께 헌액된다. - 데릭 지터: 지터는 1995년 뉴욕 양키스에 입단해 2014년 은퇴까지 양키스에서만 선수 생활을 하였다. 397명 중 396명의 지지(99.7%)로 역대 2위의 기록으로 지난 해 만장일치로 입회한 마리아노 리베라이어 두 번째로 높은 득표율을 기록하였다. 이전의 득표율 2위는 2016년 99.3%의 득표율을 기록한 켄 그리피 주니어이다. - 래리 워커(Larry Walker): 콜로라도 로키스 유니폼을 입고 헌액되는 최초의 선수이다. 1991년 헌액된 퍼거슨 젱킨스 이후 두 번째로 헌액되는 캐나다 출신 선수이다. |  |      |
| 2020년 1월 22일 (수요일) |  | 편집 |

| 2020년 1월 22일 (수요일) |  | 편집 |

| \| 2020년 1월 23일 (목요일) \| \| 편집 \| |  |      |
| 경제와 비즈니스 - 유럽 중앙은행(ECB)은 기준금리를 현행 0%로 동결하고, 예금금리(-0.5%)와 한계대출금리(0.25%) 또한 유지한다고 밝혔다. 또한 순자산 매입정책을 유지한다고 밝혔다. 보건 - 2019-2020년 신종 코로나바이러스 유행, 신종 코로나바이러스 (2019-nCoV) - 싱가포르가 바이러스 의심환자가 계속 발생하는 가운데, 싱가포르 보건국은 바이러스 진원지인 우한시의 방문 자제를 권고하였다. - 중화인민공화국 후베이성 우한시는 외부로 향하는 대중교통 운행을 중단하는 등 봉쇄령을 내렸다. 재해 - 오스트레일리아 밀림 산불 (2019년-현재) - 오스트레일리아 산불 진압에 투입된 C-130 허큘리스 기종 수송기가 추락, 미국인 대원 3명이 숨졌다. 해당 항공기는 미국 오레곤주(州) 컬슨항공 소속의 화재진압용 항공기로, 항공사측은 투입되었던 해당 기종 항공기들의 운항을 중단하였다. - 뉴사우스웨일스주에 위치한 오스트레일리아 파충류 공원(Australian Reptile Park)이 연이은 화재와 홍수 등으로, 맹독성 거미인 오스트레일리아깔때기그물거미(Australian funnel-web spider)의 활동성 증가할 것이라고 경고하였다. |  |      |
| 2020년 1월 23일 (목요일) |  | 편집 |

| 2020년 1월 23일 (목요일) |  | 편집 |

| \| 2020년 1월 24일 (금요일) \| \| 편집 \| |  |      |
| 보건 - 2019-2020년 신종 코로나바이러스 유행, 신종 코로나바이러스 (2019-nCoV): 바이러스 확산을 막기 위해 중화인민공화국 베이징의 자금성과 상하이시에 소재한 상하이 디즈니랜드 등의 유명관광지와 공공 박물관, 미술관 등이 춘절(중국의 음력설)부터 당분간 문을 닫고, 춘절 기념 행사 등도 취소되었다. 재해 - 2020년 엘라지 지진: 터키 동부 엘라지 시브리스 마을 인근에서 규모 6.8의 지진이 발생하여 사망자 18명, 부상자 500여명이 발생하였다. |  |      |
| 2020년 1월 24일 (금요일) |  | 편집 |

| 2020년 1월 24일 (금요일) |  | 편집 |

| \| 2020년 1월 25일 (토요일) \| \| 편집 \| |  |      |
| 보건 - 2019-2020년 신종 코로나바이러스 유행: 중국의 인접국인 대한민국 외교부는 중국 우한시를 포함한 후베이성 전역의 여행경보를 3단계 철수권고(적색경보)로 조정하였다. 사고 - 대한민국 동해시의 한 펜션에서 가스 폭발 사고가 발생, 최소 4명이 숨지고, 3명이 다쳤다. 재해 - 마다가스카르에서 홍수가 발생 최소 31명이 숨지고, 9명이 실종되었다. 재난 당국은 이재민의 수가 10만 7,000여 명에 이른다고 밝혔다. |  |      |
| 2020년 1월 25일 (토요일) |  | 편집 |

| 2020년 1월 25일 (토요일) |  | 편집 |

| \| 2020년 1월 26일 (일요일) \| \| 편집 \| |  |      |
| 무력 충돌과 공격 - 이라크 바그다드에 위치한 미국 대사관이 다섯 발의 로켓포 공격을 받았다. 이라크와 미국 관계자는 사상자가 없다고 밝혔다. 대사관은 2020년 1월에만 세 차례 이상의 공격을 받은 것으로 알려졌다. 문화와 예술 - 제62회 그래미 어워드에서 빌리 아일리시가 〈Bad Guy〉로 올해의 레코드·앨범·노래·신인 등 주요 4개 부문의 본상을 수상하였다. 1981년 제23회 시상식에서 처음으로 주요 4개 부문을 수상한 크리스토퍼 크로스 이후 39년 만이다. 시상식은 미국 캘리포니아주 로스앤젤레스의 스테이플스 센터에서 진행되었다. 스포츠 - 미국의 농구 선수 코비 브라이언트가 숨졌다. 헬리콥터 추락 사고로 코비 브라이언트를 포함하여 5명이 숨진 것으로 알려졌다. - 2020년 AFC U-23 챔피언십: 대한민국 U-23 축구 국가대표팀이 우승을 하였다. 이번 대회는 오는 7월 열리는 2020년 하계 올림픽 지역 예선전을 겸하며, 3위까지 출전권을 얻는다. 대회 결과에 따라 대한민국과 사우디아라비아, 오스트레일리아가 2020년 하계 올림픽 축구 남자 부문 본선 출전권을 획득하였다. |  |      |
| 2020년 1월 26일 (일요일) |  | 편집 |

| 2020년 1월 26일 (일요일) |  | 편집 |

| \| 2020년 1월 27일 (월요일) \| \| 편집 \| |  |      |
| 사회 - 벨기에의 전 국왕인 알베르 2세가 델피네 뵐(Delphine Boël)이 혼외자임을 인정한다고 밝혔다. 알베르 2세는 1993년 왕위에 올랐으며, 2013년 장남 필리프에 왕위를 넘겨주고 퇴위한 바 있다. |  |      |
| 2020년 1월 27일 (월요일) |  | 편집 |

| 2020년 1월 27일 (월요일) |  | 편집 |

| \| 2020년 1월 28일 (화요일) \| \| 편집 \| |  |      |
| 경제와 비즈니스 - 중동 지역 최초의 원자력 발전소인 아랍에미리트의 바라카 원자력 발전소의 가동 준비가 완료되었다. 운영사 측은 2020년 1분기에 가동을 개시할 것이라고 밝혔다. 재해 - 자메이카와 쿠바 사이 해상에서 모멘트 규모 7.7의 지진이 발생하였다. 1946년 이후 해당 지역에서 발생한 가장 강력한 지진이다. 정치와 선거 - 뉴질랜드의 저신다 아던 총리가 오는 9월 19일 총선을 실시한다고 발표하였다. |  |      |
| 2020년 1월 28일 (화요일) |  | 편집 |

| 2020년 1월 28일 (화요일) |  | 편집 |

| \| 2020년 1월 29일 (수요일) \| \| 편집 \| |  |      |
| 국제 관계 - 유럽 의회(EP)가 영국의 유럽연합(EU) 탈퇴 협정을 비준하였다. 유럽 의회는 벨기에 브뤼셀에서 열린 본회의에서 브렉시트 협정안을 표결하였으며, 찬성 621표, 반대 49표, 기권 13표로 가결 처리하였다. 이에 따라 영국은 오는 1월 31일 GMT 23시(오후 11시)를 기하여 연합에서 탈퇴하며, 2020년 12월 31일까지인 전환 기간 동안 자유무역협정(FTA)을 비롯한 각종 사안에 대하여 EU와 협상하게 된다. 27개 유럽 연합 회원국 모두의 협상 승인이 필요하기 때문에 양측의 협상은 쉽지 않을 것으로 전망되고 있다. 경제와 비즈니스 - 미국 연방준비제도는 연방공개시장위원회 정례회의를 열고, 만장일치로 현행 기준금리를 유지하기로 결정하였다. 현행 기준금리는 1.50~1.75% 수준이다. 연방준비제도는 앞선 2019년 12월 11일 정례회의에서도 금리를 동결하였다. 사회 - 프랑스의 디디에 기욤 농식품부 장관은 수컷 병아리 대량 살처분과 새끼 돼지의 마취 없는 거세를 오는 2021년 말까지 전면 금지한다고 밝혔다. 수평아리의 살처분 금지는 2019년 9월 스위스 의회에 이어 세계에서 두 번째이다. |  |      |
| 2020년 1월 29일 (수요일) |  | 편집 |

| 2020년 1월 29일 (수요일) |  | 편집 |

| \| 2020년 1월 30일 (목요일) \| \| 편집 \| |  |      |
| 경제와 비즈니스 - IBM의 차기 최고 경영자(CEO)로 클라우드 및 인식 소프트웨어 부문의 수석 부사장인 아브린드 크리슈나(Arvind Krishna)가 선임되었다. 회장에는 짐 화이트 허스트(Jim Whitehurst) 레드햇 CEO가 선임되었다. 버지니아 로메티 회장은 오는 4월 6일 회장직과 CEO자리에서 물러난다. 보건 - 2019-2020년 신종 코로나바이러스 유행, 신종 코로나바이러스 (2019-nCoV): 세계 보건 기구(WHO) 테워드로스 아드하놈 거브러이여수스 사무총장이 국제 공중보건 비상사태(PHEIC)를 선포하였다. 역대 여섯 번째 비상사태 선포이다. |  |      |
| 2020년 1월 30일 (목요일) |  | 편집 |

| 2020년 1월 30일 (목요일) |  | 편집 |

| \| 2020년 1월 31일 (금요일) \| \| 편집 \| |  |      |
| 국제 관계 - 브렉시트: 영국이 GMT 23시(오후 11시)를 기하여 유럽 연합(EU)에서 탈퇴하였다. 정치와 선거 - 제1차 도널드 트럼프 대통령 탄핵 소추: 도널드 트럼프 대통령의 탄핵과 관련한 새로운 증인과 증거 채택에 대한 미국 상원의 표결 결과, 51대 49로 부결되었다. 민주당은 국가안보보좌관을 지낸 존 볼턴 등을 증인으로 채택하려 했으나 실패하였다. 상원은 오는 2월 5일 탄핵안에 대한 최종 표결을 하게 된다. 현 미국 상원은 공화당이 과반수인 53석, 민주당 45석, 무소속 2석으로 구성되어 있다. - 2020년 미국 대통령 선거 민주당 후보 경선: 존 델라니(John Delaney) 전 메릴랜드주 하원의원이 후보 경선에서 사퇴하였다. |  |      |
| 2020년 1월 31일 (금요일) |  | 편집 |

| 2020년 1월 31일 (금요일) |  | 편집 |

| <          | 2020년 1월 | 2020년 1월 | 2020년 1월  | 2020년 1월 | 2020년 1월 | >           |
| 일         | 월         | 화         | 수          | 목         | 금         | 토          |
|            |            |            | 1 12.7 계묘 | 2 8 갑진   | 3 9 을사   | 4 10 병오   |
| 5 11 정미  | 6 12 무신  | 7 13 기유  | 8 14 경술   | 9 15 신해  | 10 16 임자 | 11 17 계축  |
| 12 18 갑인 | 13 19 을묘 | 14 20 병진 | 15 21 정사  | 16 22 무오 | 17 23 기미 | 18 24 경신  |
| 19 25 신유 | 20 26 임술 | 21 27 계해 | 22 28 갑자  | 23 29 을축 | 24 30 병인 | 25 1.1 정묘 |
| 26 2 무진  | 27 3 기사  | 28 4 경오  | 29 5 신미   | 30 6 임신  | 31 7 계유  |             |

| - 2019년 - 12월 - 2020년 - 1월 - 2월 - 1월 11일: 중화민국 총통 선거 - 1월 11일: 중화민국 입법위원 선거 편집하기 |